# Васильевский храм (Песочин)
Свя́то-Васи́льевский храм — приходской православный храм в пгт Песочин Харьковской области, построенный в 1828 году. Расположен по адресу: 61416, Харьковский район, Песочин, ул. 1 Мая, 6а.

## История
По книге православного святого, историка Филарета Гумилёвского, первая православная церковь в Песочине была построена из дерева в 1670 году. Храм был назван в честь одного из трёх вселенских учи́телей и святителей — святителя Василия Великого.
В 1777 году, согласно созданной тогда же межевой книге Куряжского монастыря, песочинской церкви для использования священнослужителями принадлежало 20 с половиной гектаров земли (восемнадцать десятин 826 квадратных саженей) в Кубраховом урочище (ныне Минутка) и 15 с половиной га (14 дес. 168 кв.саж.) в урочище Круча на правом, высоком берегу реки Уды (ныне Мобиль).
Просуществовав 150 лет, первоначальная деревянная церковь обветшала. 16 февраля 1820 года её священник Симеон Теленговский писал епископу Слободско-Украинскому и Харьковскому Павлу (Саббатовскому): «Означенная приходская наша деревянная церковь от давности старения ея в стенах и всем корпусе приходит в обветшалость, почему с общего нашего согласия располагаем наместо оной строить новую каменным зданием.»
В 1823 году была заложена каменная церковь с колокольней в честь «Вселенского учителя»; в церковных книгах 1830 года написано, что первый [каменный] храм в Песочине появился в 1828 году.
Церковь строил местный приходской священник Симеон Теленго́вский. Ему помогали церковный староста храма Авраам Шу́тка и местные жители.
В храме тогда были евхаристические сосуды из серебра, полный церковный круг книг, на колокольне — четыре колокола.
В середине XIX века, после Крымской войны, князь Дмитрий Иванович Святополк-Мирский, командовавший полком, с помощью своих солдат вырыл и построил 15 прудов (т. н. ставков) цепочкой от Песочина до Люботина на своих землях, в том числе в Песочине.
В 1889 к храму были пристроены два придела: северный — во имя Иверской иконы Божией матери и южный — во имя апостолов Петра и Павла, а также расширена западная часть церкви. Работы были произведены на средства харьковских купцов Павла Рыжова, Ивана Безчетвертного и Павла Лемехова (Ламехова).
В 1890 году обновлённый храм посетил известный проповедник Иоанн Кронштадтский, о чём на храме имеется мемориальная доска.
Он служил в храме водосвятный молебен и проповедовал. До станции Рыжов был пущен из Харькова дополнительный пригородный поезд; по свидетельству современников, за время пребывания протоиерея Иоанна Кронштадтского в Песочине (в Рыжове) более ста тысяч человек приехало к нему, чтобы взять у него благословение. Из Харькова в Песочин был для этой цели пущен специальный дополнительный пригородный поезд.
Тогда же он высказал пророчество, которое сбылось, что храм этот не будет разрушен и в годы лихолетия.
В 1920—1930-х годах Васильевский храм был канонично православным и принадлежал Харьковской и Ахтырской епархии РПЦ; священником в 1932 году был Ковалевский Павел Дмитриевич, 1876 г. рождения.
В августе 1943 года при освобождении Харькова от немецкой оккупации советские войска наступали через Коротич и Рай-Еленовку с целью окружить немецкую Харьковскую группировку с юго-запада. Фашистские части оборонялись, причём миномётная батарея была немцами поставлена в балке реки Песочная возле (северо-восточнее) песочинской церкви. К счастью, ответным огнём храм не был повреждён.
В 2010-е годы в Песочине были построены две православные часовни: в честь Святого Пантелеймона около санатория «Роща» и во имя священномученика Александра, архиепископа Харьковского, около района «Мобиль».
- Песочинский храм

## Архитектура
Храм построен из камня и расположен на холме перед Песочинским озером на речке Песочной, правом притоке реки Уды.
Первоначально церковь имела только один престол. Рядом находилась колокольня. Территория храма была огорожена деревянным забором, а используемые земли составляли 33 гектара земли.
В 1889 году к церкви пристроили два придела: слева в честь Иверской иконы Богоматери, а справа в честь первоверховных апостолов Петра и Павла.
Нынешний приход зарегистрирован 28 октября 1991 года.
Настоятелем храма с 27 декабря 1973 года (кроме промежутка с лета по декабрь 1975 года) и по настоящее время является митрофорный протоиерей Леонид Мушинский (род. 30 марта 1938). Он же является с 5 апреля 1985 года благочинным пятого округа (до 1992 — второго).
- Колокольня
- Храм
- Ангел на куполе

## Количество прихожан
- 1828 год — 1037 человек (488 м, 549 ж.);[9][15]
- 1864—802 человека (393 м, 409 ж.) (население сократилось из-за эпидемии холеры);[9]
- 5 февраля 1924 - 1465 человек православных;[16]
- конец 1924—465 человек православных и 20 «живоцерковных»; по двум другим православным расколам данных нет; все 4 общины попеременно служили в одном храме[17].